# Traité de Schwedt

Carte simple montrant l'Europe au début de la guerre de Succession d'Espagne, 1701

Le traité de Schwedt est un traité signé le 6 octobre 1713, pendant la Grande guerre du Nord, entre le tsar de Russie et le Brandebourg-Prusse à Schwedt. Le Brandebourg-Prusse a été assuré d'obtenir la zone allant du sud de la Poméranie suédoise jusqu'au fleuve Peene, qui venait d'être conquis par la Russie. À son tour, le Brandebourg-Prusse a accepté l'annexion par la Russie de l'Ingrie suédoise, de l'Estonie et de la Carélie et a accepté de payer 400 000 thalers à la Russie. La Poméranie suédoise méridionale devait être administrée par le Brandebourg-Prusse jusqu'à ce qu'une décision définitive dans un traité de paix soit prise.